# 토마스 크롤
토마스 크롤(네덜란드어: Thomas Krol, 1992년 8월 16일~)은 네덜란드의 전직 스피드스케이팅 선수이다. 2022년 동계 올림픽 남자 1000m에서 금메달, 1500m에서 은메달을 획득했다. 또한 세계 종목별 선수권 대회에서 금메달 3개, 은메달 3개, 동메달 2개를 획득했으며 세계 스프린트 선수권 대회에서 우승 1회를 달성했다.